# Remigio Saavedra
Martin-Remigio Saavedra (* 1. Oktober 1911 in Godoy Cruz; † 5. Juli 1998 in Mendoza) war ein argentinischer Radrennfahrer.

## Sportliche Laufbahn
Saavedra war im Bahnradsport und im Straßenradsport aktiv. Er begann mit 14 Jahren mit dem Radsport. Er gewann mehr als 300 Radrennen in seiner Karriere.
1928 kam er bei den Straßenradsport-Weltmeisterschaften beim Sieg von Allegro Grandi  auf den 6. Platz im Rennen der Amateure. Damit war er bester Fahrer aus Südamerika. 1933 war er im Amateurrennen bei den Straßenradsport-Weltmeisterschaften ausgeschieden. Von 1938 bis 1947 war er Berufsfahrer. Saavedra gewann die Rennen Clásica del Oeste-Doble Bragado 1932 und 1934, Buenos Aires–Rosario 1936 und zwei Etappen bei Buenos Aires–Santa Fe 1936. Zweiter wurde er im Clásica del Oeste-Doble Bragado 1930, Dritter dort 1939. Bei Rosario-Santa Fe 1936 wurde er hinter José López Zweiter. 1931 und 1933 wurde er hinter Cosme Saavedra Vizemeister im Straßenrennen.
Auf der Bahn siegte Saavedra im Sechstagerennen von Buenos Aires 1936 mit Camiel Dekuysscher, 1943 und 1945 mit Mario Mathieu.

## Familiäres
Sein älterer Bruder Cosme Saavedra war ebenfalls Radrennfahrer.